# Be My Superstar
Be My Superstar je komorní opera pro mladé obecenstvo česko-rakouského skladatele Šimona Vosečka na libreto Alexandry Lacroixové a Aïdy Gabriëlsové (v anglickém překladu Simona Scardifielda) podle činohry H. S. všední tragédie Yanna Verburgha. Premiéru měla 14. srpna 2019 ve studiu LOD Muziektheater v Gentu.
Hra francouzského spisovatele Yanna Verburgha H. S. všední tragédie měla premiéru roku 2017, následujícího roku získala cenu lyceistů a roku 2019 vyšla tiskem. Je to hra směrovaná na dospívající a předpokládá jejich zapojení (předstvení předchází „dílna“ pro mladé diváky); jejím tématem jsou různé podoby a důsledky šikany a násilí. Šimon Voseček se s Verburghem setkal roku 2017 na programu pro tvorbu nových oper v la Chartreuse Villeneuve-lès-Avignon a navázal s ním spolupráci, které vedle opery Be My Superstar vedla k opeře-oratoriu Ogres. Realizace Be My Superstar se chopila francouzská divadelnice Alexandra Lacroixová; společně s vlámskou režisérkou Aïdou Gabriëlsovou upravila hru na libreto interaktivní opery, k níž napsal hudbu Šimon Voseček. Vystupují v ní dvě postavy: dívku, která se stane tečem nenávistných komentářů na sociálních sítích a nakonec spáchá sebevraždu, zpívá sopranistka, chlapce – zdráhavého pachatele, který má vlastní problémy – zpívá kontratenorista. Vedle elektronického záznamu hrají na jevišti čtyři instrumentalisté (housle, viola, violoncello a basklarinet) a účastní se děje.
Projekt vznikl v široké spolupráci v rámci projektu „enoa“ (european network of opera academies): podílely se na něm Les Théâtres de la Ville de Luxembourg (Městská divadla Lucemburk), festival Operosa v Černé Hoře, hudební festival v Helsinkách, hudební festival v Aix-en-Provence, Snape Maltings Aldeburgh, nizozemská De Nationale Opera a National Opera a Opera Ballet Vlaanderen a realizovaly ji divadelní společnost MPDA – Alexandra Lacroix a soubor pro novou hudbu SPECTRA.
Vzápětí po premiéře byla opera provedena jako vrcholný bod programu festivalu Operosa v Hercegu Novém, následovala další představení v Gentu počátkem roku 2020, v dubnu téhož roku na Aldeburgh Festival v anglickém Snape, dále v Lucemburku a na festivalu v Aix-en-Provence. Řadu dalších plánovaných představení (například v Helsinkách) přerušila pandemie covidu-19, přesto se tato inscenace hrála ještě roku 2021 v Lucemburku a Amsterdamu a roku 2022 v Limoges.

## Osoby a první obsazení

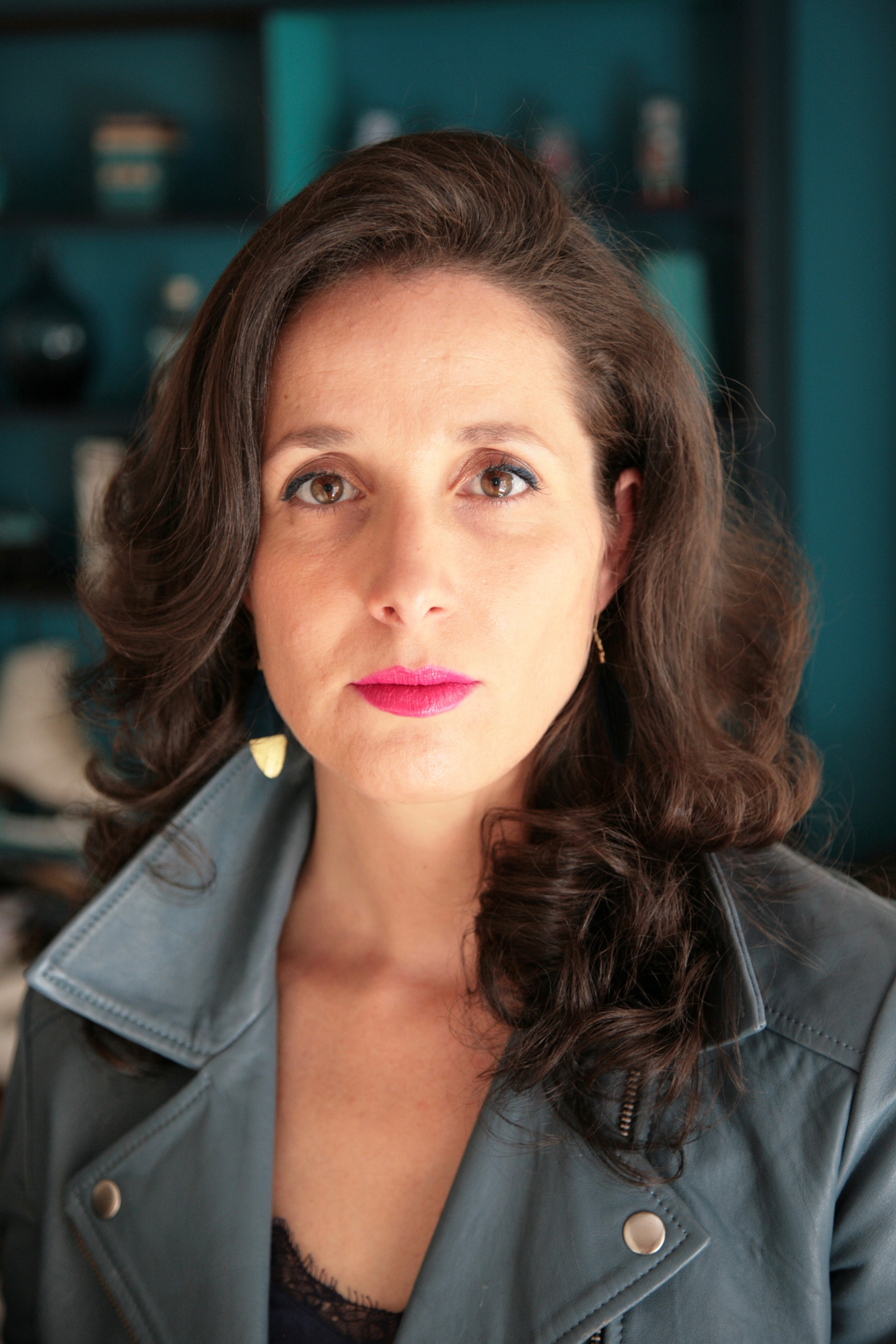
Alexandra Lacroix

| osoba                                         | hlasový obor | premiéra (14. srpna 2019) |
| --------------------------------------------- | ------------ | ------------------------- |
| Dívka                                         | soprán       | Astrid Stockman           |
| Chlapec                                       | kontratenor  | Logan Lopez Gonzalez      |
| Režie: Aïda Gabriëls                          |              |                           |
| Scéna: Alexandra Lacroix, Mathieu Lorry-Dupuy |              |                           |
| Video: Franziska Guggenbichler-Beck           |              |                           |
| Kostýmy: Céline Perrigon                      |              |                           |

## Instrumentace
Housle, viola, violoncello, basklarinet (při premiéře: Pieter Jansen, Anna Jälving, Hanna Kölbel, Cédric De Bruycker), kvadrofonní elektronika.